# ATP Challenger Chanty-Mansijsk
Das ATP Challenger Chanty-Mansijsk (offiziell: Yugra Cup) war ein Tennisturnier, das einmal 2009 in Chanty-Mansijsk, Russland stattfand. Es gehörte zur ATP Challenger Tour und wurde in der Halle auf Teppich gespielt.

## Liste der Sieger

### Einzel
| Jahr | Sieger                | Finalgegner       | Ergebnis      |
| ---- | --------------------- | ----------------- | ------------- |
| 2009 | Konstantin Krawtschuk | Marcel Granollers | 1:6, 6:3, 6:2 |

### Doppel
| Jahr | Sieger                              | Finalgegner                      | Ergebnis |
| ---- | ----------------------------------- | -------------------------------- | -------- |
| 2009 | Marcel Granollers Gerard Granollers | Jewgeni Kirillow Andrei Kusnezow | 6:3, 6:2 |